# Lloyd Cole (album)
Lloyd Cole is het eerste soloalbum van Lloyd Cole uit 1990. Het album volgde tweeënhalf jaar na Mainstream, het laatste album samen met zijn band The Commotions.
Voor zijn soloalbum stelde Cole een band samen bestaande uit drummer/co-producer Fred Maher, gitarist Robert Quine en basspeler Matthew Sweet. Ex-Commotions keyboard-speler Blair Cowan was ook van de partij.
Het album is harder en ruiger dan de eerdere Commotions-albums.

## Tracks
1. Don't Look Back
2. What Do You Know About Love?
3. No Blue Skies
4. Loveless
5. Sweetheart
6. To the Church
7. Downtown
8. A Long Way Down
9. Ice Cream Girl
10. Undressed
11. I Have to See You Baby Doing That Stuff
12. Waterline
13. Mercy Killing